# Andreas Dung-Lac

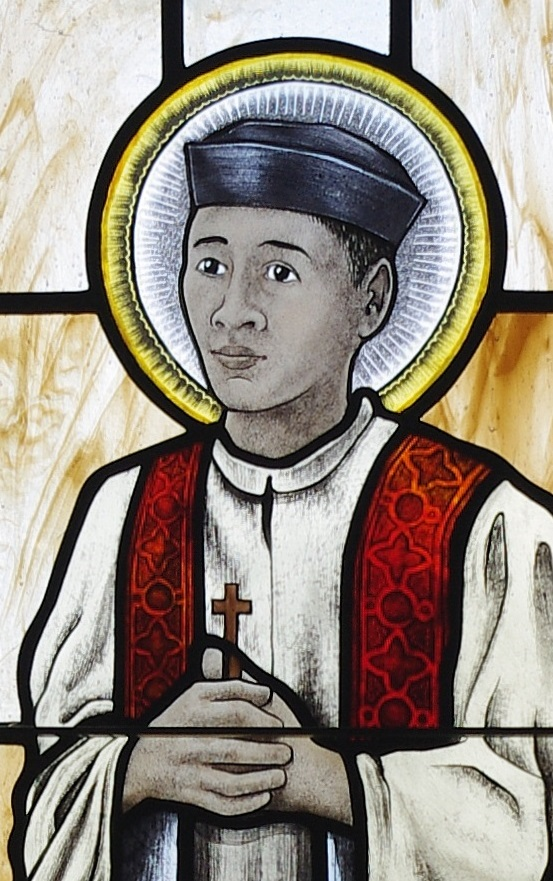
Andreas Dung-Lac, Ausschnitt eines Bildfensters in Saint Paul’s Catholic Church, Westerville, Ohio

Andreas Dung-Lac (Anrê Trần An Dũng Lạc, * um 1785; † 21. Dezember 1839 in Hanoi) war ein vietnamesischer Priester und Märtyrer. Er und seine Gefährten werden in der römisch-katholischen Kirche als Heilige verehrt.

## Leben
Als Dung An Trân in der nordvietnamesischen Provinz Bắc Ninh geboren, kam Andreas Dung-Lac mit seinen Eltern um 1797 nach Hanoi und wurde dort christlich erzogen. Nachdem er zuvor drei Jahre als Katechet gewirkt hatte, studierte er Theologie und wurde 1823 zum Priester geweiht. Im Verlauf der Christenverfolgungen unter Kaiser Minh Mạng wurde er zuerst 1835 verhaftet, durch eine Lösegeldzahlung seiner Gemeinde aber freigekauft. Er änderte seinen Namen, um den Verfolgungen zu entgehen.
Am 10. Dezember 1839 wurde er erneut verhaftet, aufgrund von Zahlungen wieder freigelassen, und dann ein drittes Mal gefangen genommen. Er wurde am 21. Dezember 1839 zusammen mit dem heiligen Peter Thi (Van Truong Pham) enthauptet. Andreas Dung-Lac wurde 1900 selig- und am 19. Juni 1988 heiliggesprochen. Der Gedenktag am 24. November, gemeinsam mit weiteren 116 Märtyrern von Vietnam, ist ein gebotener Gedenktag.